# مدرسه علیمرادیان
مدرسه علیمرادیان مربوط به دوره پهلوی است و در نهاوند، خیابان ابوذر، میدان ۲۲ بهمن، مسجد و مدرسه علمیه آقای شیخ عزیز الله علیمرادیان واقع شده و این اثر در تاریخ ۱۸ اسفند ۱۳۸۷ با شمارهٔ ثبت ۲۵۱۰۹ به‌عنوان یکی از آثار ملی ایران به ثبت رسیده‌است.